# Pieter Bladelin

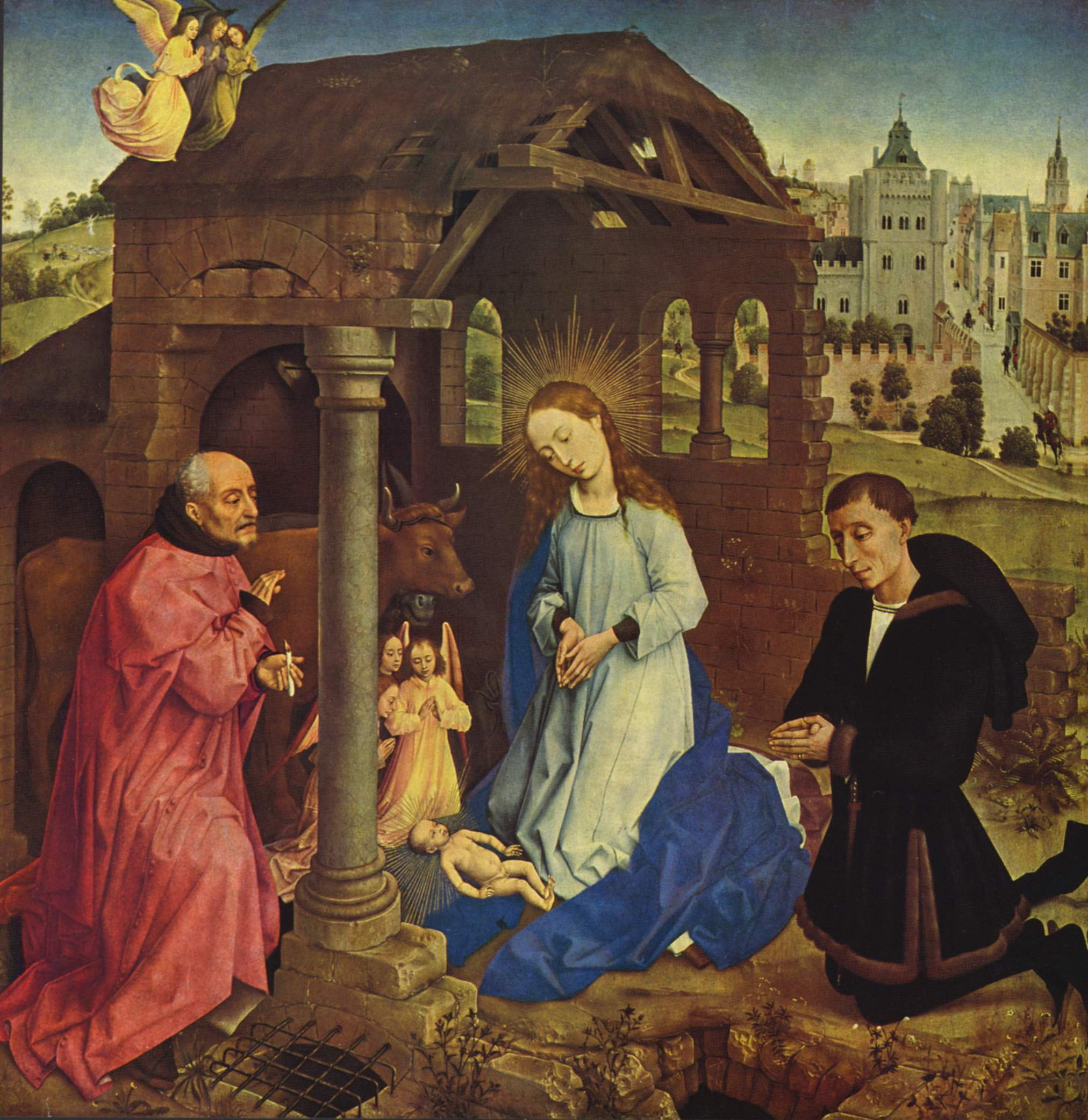
Het schilderij van Rogier van der Weyden, de opdrachtgever zit rechts.

Pieter Bladelin (Brugge voor of in 1408 - 8 april 1472), heer van Middelburg-in-Vlaanderen en Leestkens, was een belangrijk financieel ambtenaar en raadgever bij de hertogen van Bourgondië. Hij bouwde het hof Bladelin in Brugge. 

## Familie
Pieter Bladelin, oorspronkelijk Pieter de Leestemakere genoemd, was de zoon van Pieter de Leestemakere (†1433) en van Elizabeth Hugheleins (†voor 1418). Zijn vader was bokkraanverver in Brugge, maar de familie was afkomstig uit Veurne.
In of rond 1435 trouwde Bladelin met Margaretha van de Vagheviere (Brugge 1414 - Middelburg 5 mei 1476), de dochter van Jan van de Vagheviere en Margareta de Vrient. Het gezin bleef kinderloos.

## Eerste loopbaan
In 1430 werd hij onder de naam Pieter de Leestmakere de jonge ingeschreven 
- als elfde raadslid van de stad Brugge en
- in 1434 als vijfde raadslid.
- Van 1436 tot 1438 was hij trezorier van de stad. Dit was zijn laatste ambt in de stadsraderwerken, want toen trad hij in dienst van de Bourgondische hertogen.

## Hoveling
In 1436 trad de jonge Bladelin als tussenpersoon op tussen de opstandige Bruggelingen en de hertog. Zijn kwaliteiten werden bij die gelegenheid op prijs gesteld en hij werd door Filips de Goede naar het hof aangetrokken.
- In 1438, tegen het einde van de Brugse opstand werd hij ontvanger van de gros briefs (als Pieter de Leestemakere)
- Op 1 januari 1441 werd hij als Pierre Bladelin dit Leestmakere, algemeen ontvanger van financies.
- In 1444 werd hij thesaurier en gouverneur van financies. Hij zetelde voortaan in de Grote Raad als raadsheer voor financiële aangelegenheden.
- In 1447 werd hij benoemd tot opvolger van de thesaurier van de in 1430 in Brugge gestichte Orde van het Gulden Vlies, functie die hij opnam in 1451 nadat Guy de Guilbert, de eerste thesaurier, overleden was.

Tegelijk werd hij op een meer algemeen vlak opgenomen in de hiërarchie van de hofambtenaren:
- In 1440 werd hij raadsheer van Filips de Goede.
- In 1446 werd hij hofmeester van de hertog, wat hij ook bleef onder Karel de Stoute.
- Tussen augustus 1468 en maart 1470 werd hij door Karel de Stoute tot ridder geslagen.

Zijn talenten van diplomaat, die men in 1438 had ontdekt, werden nog bij herhaling aangewend. Zo bemiddelde hij tijdens de opstand van Gent tegen de hertog in 1452-53 en bij geschillen tussen Brugge en het Brugse Vrije. Zelfs in Engeland en in Frankrijk werd op hem beroep gedaan. De hertog stelde hem ook vaak aan als commissaris die wetsvernieuwingen in de steden moest voorzitten.

## Mecenaat en levensstijl
Bladelin had door zijn functies binnen het Bourgondische hertogdom een belangrijke politieke en artistieke invloed. 
In 1460 liet hij een triptiek schilderen door Rogier van der Weyden waarop hij zelf staat afgebeeld, met op de achtergrond zijn pas voltooide burcht te Middelburg te zien is. 
Hij bekwam van Wouter Utenhove ook een relikwie van het Heilig Kruis die hij aan de kerk van Middelburg schonk, met de bedoeling er een bedevaartscultus te ontwikkelen.
Zijn residentie, die hij vanaf 1435 in Brugge liet bouwen in de Naaldenstraat, incorporeerde hij in 1451 in de heerlijkheid Middelburg. 

## Middelburg-in-Vlaanderen

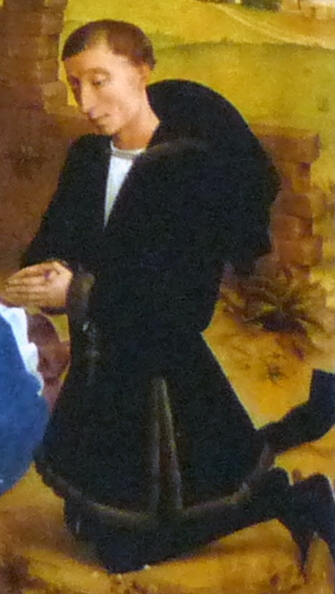
Portret van Bladelin op het Van der Weydenretabel

In 1440 kocht Bladelin van zijn schoonbroer Colaard de Fever, uit de familie van schatrijke geldwisselaars en vorstelijke ambtenaren,  eigendommen van de abdij van Middelburg die hij in 1433 had aangekocht. Ze bevonden zich in een economisch belangrijk gebied, op de weg van Brugge naar Aardenburg. Hij breidde de eigendom uit door nog talrijke belendende percelen aan te kopen. 
In 1444 verhief Filips de Goede deze eigendom tot heerlijkheid, wat meteen de grondslag legde voor de adelsverheffing van Bladelin. Bladelin bouwde er eerst een kasteel dat vanaf 1450 zijn zomerresidentie werd. In 1452 begon hij met het bouwen van een nieuwe stad, Middelburg-in-Vlaanderen die tegen 1465 in grote mate voltooid was. 
Naast het kasteel kwamen onder meer een kapittelkerk (gewijd in 1460), een klooster, een gasthuis, een omwalling en een afwateringskanaal naar de Lieve. In 1458 mocht hij een gemeentebestuur aanstellen, bestaande uit een burgemeester en zeven schepenen. Vanaf 1465 vond er een vrije jaarmarkt plaats. 
In juni 1470 beleefde het nieuwe stadje een hoogtepunt, toen Karel de Stoute, Margaretha van York en Maria van Bourgondië er een paar weken kwamen doorbrengen als gasten van Bladelin.

## Na zijn dood
Pieter Bladelin slaagde erin een uitzonderlijke carrière uit te bouwen. In het latere deel hiervan werd hij meestal vernoemd als 'hoghe en vermoghende heer', titel die enkel voor leden van de hoge adel werd gebruikt. Het enige wat hem niet lukte was een 'geslacht'  of 'huis' uit te bouwen, aangezien hij kinderloos stierf. 
Samen met zijn echtgenote, hoewel beiden in Brugge overleden, werd hij in de kerk van Middelburg voor het hoofdaltaar begraven.
Zijn weduwe, Margaretha van de Vageviere, kreeg van Karel de Stoute de toestemming om over de heerlijkheid te blijven regeren, maar na een paar jaar was ook zij overleden en trad het testament in werking dat hij op 13 maart 1472 had opgemaakt. De heerlijkheid Middelburg ging over op de kinderen van zijn zus Margareta Bladelin (†1449) die getrouwd was met Colaard de Fever (†1439). Die hadden een dochter Margaretha die getrouwd was met Jan III de Baenst en een dochter Elisabeth die getrouwd was met Joos I van Varsenare. De zoon van deze laatste Joos II van Varsenare en Jan III de Baenst raakten het over dit gemeenschappelijk bezit niet eens en begonnen een juridisch dispuut. Het leek hen echter zo uitzichtloos te zullen worden dat ze, onmiddellijk na de dood van Margaretha de Fever de heerlijkheid Middelburg aan Willem Hugonet, de kanselier van Bourgondië verkochten.
Het Hof Bladelin in de Naaldenstraat werd verkocht aan de familie de Medici, de bankiers en mecenassen uit Florence die er hun bankfiliaal inrichtten, onder de leiding van Tommaso Portinari. De medaillons van de Medicis zijn nog steeds aanwezig op de binnenkoer van het huis.
Middelburg is nooit uitgegroeid tot een stad, de historische gebouwen zijn verdwenen met uitzondering van de kerk, die echter sinds de 15de eeuw sterk gewijzigd is. 
De kerk verloor ook, ingevolge de godsdiensttroebelen, veel van zijn schatten. De nieuwe eigenaar in de 16de eeuw, baron Philippe de Merode, schonk de relikwie van het Heilig Kruis aan de hertogen Albrecht en Isabella, die hem bedankten door hem tot graaf van Middelburg te bevorderen. In haar testament legateerde Isabella deze relikwie aan de Sint-Goedelekerk in Brussel. De Middelburgers eisten tevergeefs restitutie. Ze kregen uiteindelijk een nauwelijks zichtbaar splinterken terug. 
Het beroemde Van der Weydenretabel kwam, na door de Merode of een volgende eigenaar van de heerlijkheid, verkocht te zijn, uiteindelijk in de 19de eeuw in de Staatsgalerij in Berlijn terecht. In de kerk van Middelburg hangt een kopie, in 1630 door de Brugse schilder Jan Ryckx (1585-1643) gemaakt, op kosten van de kerkfabriek.

## Zie Ook
- Statuten van de Orde van het Gulden Vlies